# IC 1168B
IC 1168B — галактика типу S0 (спіральна галактика) у сузір'ї Змія.
Цей об'єкт міститься в оригінальній редакції індексного каталогу.